# Охирокератидовые пауки
Охирокератидовые пауки (лат. Ochyroceratidae) — семейство аранеоморфных пауков, насчитывающее 154 видов из 14 родов.

## Описание
Это очень маленькие пауки, в длину достигающие всего 0,6—3 мм. Некоторые виды из подсемейства Psilodercinae, к примеру из родов Althepus и Leclercera, имеют очень длинные лапки и поверхностно схожи с представителями семейства Pholcidae.
Вид T. minutissima (в длину всего 0,9 мм) является партеногенетическим.

## Экология и местообитания
Охирокератидовые пауки обычно встречаются в тропических лесах и пещерах в Южной Африке, на Карибских островах и в Азии, в особенности в Индо-Тихоокеанском регионе.
Они строят небольшие треугольные сети в тёмных влажных местах среди листьев, веток и брёвен. Самки присматривают за мешочком с отложенными в него яйцами до того пока не вылупятся.

## Классификация
- Althepus Thorell, 1898 — Южная Азия
- Dundocera Machado, 1951 — Ангола
- Euso Saaristo, 2001 — Сейшельские острова
- Fageicera Dumitrescu & Georgescu, 1992 — Куба
- Flexicrurum Tong & Li, 2007 — Китай
- Leclercera Deeleman-Reinhold, 1995 — Южная Азия
- Lundacera Machado, 1951 — Ангола
- Merizocera Fage, 1912 — Южная Азия
- Ochyrocera Simon, 1891 — от Мексики до Перу и Бразилии (Ochyrocera aragogue)
- Ouette Saaristo, 1998 — Сейшельские острова
- Psiloderces Simon, 1892 — Южная Азия
- Roche Saaristo, 1998 — Сейшельские острова
- Speocera Berland, 1914 — Южная Азия, Южная Америка, Африка
- Theotima Simon, 1893 — Центральная и Южная Америка, Африка, Азия, тихоокеанские острова